# Лукавица (Лазаревац)
Лукавица је насеље у градској општини Лазаревац у граду Београду. Према попису из 2022. било је 459 становника. Лукавица има добру воду за пиће из бунара а стока се напаја на истоименој речици која настаје од Сређевачког, Лубничког и Јелиног потока. Смештено углавном низ речицу Лукавицу, у њеној уској долини, поред ње има и своје најбоље ливаде и њиве које плаховита речица у време непогода и приликом отапања снега плави наносећи огромне штете пољопривреди.

## Историја
До Другог светског рата његове границе су биле до данашње раскрснице улица 19. септембар, Др. Ђорђа Ковачевића и Карађорђеве. Данас се граница померила на штету овог насеља у знатно смањила његову површину, тако да се граница према Лазаревцу сада креће према северу до викенд насеља на Столицама. Такође је и западна страна овог насеља померена у корист Лазаревца те се креће путем од улица 1300 каплара неких пет стотина метара. На простору од данашње улице Душана Вукотића па све до лукавичког пута је изграђено лазаревачко насеље у приватном власништву. Јужна страна села се креће брдом Висом одвајајући га од насељеног места Барзиловице. Источни сусед је село Бистрица.
Према старом казивању село је добило име по томе што је у давна времена овде била морска лука, па је прво добило име Лучића, а касније Лукавица. По другом је добило име по првом досељенику Луки. Ово насеље се први пут помиње 1811. године у писаном документу, а налазило се у саставу колубарске кнежевине Кнеза Аксентија. Према подацима из 1818. године налазило се у саставу кнежевине Гошњића и имало је 14 домова са 41 арачем. Следећа, 1819. има исти број домова али 38 арача. 1844. године се увећава на 24 дома и има 120 житеља.

## Положај села
Лукавица је село у врху долине речице истога имена, леве Пештанове притоке, а испод брда Венца, Виса, Бреста и Кременчице. Куће су у уској долине са обе стране речице, али их има више са десне стране. Мало има кућа по странама коса. Циганско-Ромско насеље је груписано у самој долини Лукавице, поред речног корита на месту Кућеринама, више села. Пошто је већи део насеља у долини, то је оно издужено у правцу долине и оно је разређеног типа. Ово је једино насеље у овој области које се не дели на крајеве.

## Воде
Вода за пиће и остале домаће потребе употребљава се са бунара а стока напаја на реци и на потоцима. Речица Лукавица постаје од Сређевачког Потока, Лубнацког и Јелиног Потока. Овај последњи извире испод Столица. Лукавица је за време већих киша и топљења снега плаховита. Она тада наноси штете њивама а лети пресушује. У њу утиче поток Стајаковац, који извире у сеоској планини. Велики Точак је незнатни извор, који извире у брду Кременчици. На њему се болесници умивају сваке „младе недеље“ ради оздрављења.

## Земље и шуме
Њиве и ливаде су по странама коса и брда. Најбоље су њиве поред речице Лукавице, испод села. Места са њивама и ливадама називају се: Лука, Боблија, Јевтиће Исе (део), Старо Село, Цигански Рт, Кошарна, Милошев Рт, Путњи Рт, Парлог, Виногради, Бокшим, Томино Брдо, Вис, Оскоруша, Сређевац и Столице. Гај и Поље су испод насеља. Шума је церова, ситногорица и издељена. Она је на преседлини Положишту, на Опаљену, Преглодану, Широком, Максимовом Вр’у, Бресту и у Вилиној Страни.

## Старине у селу
Остаци неког старог насеља сачували су се у називима места Старо Село и Кућерине. По предању насеље је у времену неке народне бежаније опустело пошто су му се становници одселили преко Саве. Даље се казује, да није било давно, да је неки Сремац дошао у Лукавицу, ископао паре, које је неки његов предак закопао у земљу кад је кренуо у бежанију, па се вретио у Срем. У Страни где је данашње гробље, било је неко старо гробље. За Манојлов Гроб сачувано је ово предање: Била су некада два добра друга, па се један звао Драгојло а други Манојло. Једном су се другови одмарали у хладу, па Драгојло заспи, а Манојло му узме капу и изврене је наопако, да би се са њим нашалио. Кад се Драгојло пробудио, он спази изврнуту капу, па му се учини да га је друг тиме понизио. Он потегне пиштољ иза паса и убије Манојла. Рођаци сахране Манојла где је погинуо и од тада се то место зове Манојлов Гроб.

## Име селу
По предању село је названо по Луки, који је био брат Петку, оснивачу суседног села Петке.

## Подаци о селу
Литија се носи Други дан Духова а сеоска заветина је Св. Јован Богослов, 8. маја по старом календару. Тога дана се не ради у пољу, држе се „бденија“ (молитве) изјутра и увече, да би понела летина.
По архивским подацима Лукавица се први пут помиње 1811. године. Она је имала 1818. 14 кућа а 1844. године 24 куће са 120 становника. Данас у Лукавици има 19 родова са 65 кућа и 11 циганских родова са 58 кућа.

## Носиоци домаћинстава
Данас у селу Лукавици имају своје домове:
- Радосављевићи
- Бранковићи
- Васићи
- Благојевићи
- Бојановић
- Андрићи
- Влајићи
- Вучковић
- Димитријевићи
- Ђокићи
- Ђорђевићи
- Илићи
- Маринковић
- Милановићи
- Милетић
- Петровићи
- Симићи
- Ранковић
- Пешићи
- Степановић
- Кокоровић
- Костићи
- Митровићи
- Милојевић
- Пауновић
- Станковићи
- Станић
- Станојевић

## Демографија
У насељу Лукавица живи 339 пунолетних становника, а просечна старост становништва износи 37,8 година (37,4 код мушкараца и 38,1 код жена). У насељу има 143 домаћинства, а просечан број чланова по домаћинству је 3,17.
Ово насеље је великим делом насељено Србима (према попису из 2002. године).
|  |

| Демографија | Демографија | Демографија |
| Година      | Становника  | Становника  |
| ----------- | ----------- | ----------- |
| 1948.       | 677         |             |
| 1953.       | 720         |             |
| 1961.       | 820         |             |
| 1971.       | 1.281       |             |
| 1981.       | 1.522       |             |
| 1991.       | 577         | 523         |
| 2002.       | 455         | 474         |

| Етнички састав према попису из 2002.‍ | Етнички састав према попису из 2002.‍ | Етнички састав према попису из 2002.‍ | Етнички састав према попису из 2002.‍ | Етнички састав према попису из 2002.‍ |
| ------------------------------------ | ------------------------------------ | ------------------------------------ | ------------------------------------ | ------------------------------------ |
|                                      |                                      |                                      |                                      |                                      |
| Срби                                 | Срби                                 |                                      | 449                                  | 98,68%                               |
| Македонци                            | Македонци                            |                                      | 1                                    | 0,21%                                |
| Југословени                          | Југословени                          |                                      | 1                                    | 0,21%                                |
| непознато                            | непознато                            |                                      | 4                                    | 0,87%                                |

| Година пописа     | 1948. | 1953. | 1961. | 1971. | 1981. | 1991. | 2002. |
| ----------------- | ----- | ----- | ----- | ----- | ----- | ----- | ----- |
| Број домаћинстава | 130   | 139   | 196   | 341   | 412   | 146   | 143   |

| Број чланова      | 1  | 2  | 3  | 4  | 5  | 6 | 7 | 8 | 9 | 10 и више | Просек |
| ----------------- | -- | -- | -- | -- | -- | - | - | - | - | --------- | ------ |
| Број домаћинстава | 29 | 32 | 19 | 34 | 15 | 8 | 4 | 1 | 1 | 0         | 3,17   |

| Пол    | Укупно | Неожењен/Неудата | Ожењен/Удата | Удовац/Удовица | Разведен/Разведена | Непознато |
| ------ | ------ | ---------------- | ------------ | -------------- | ------------------ | --------- |
| Мушки  | 178    | 50               | 115          | 8              | 3                  | 2         |
| Женски | 184    | 30               | 116          | 33             | 2                  | 3         |
| УКУПНО | 362    | 80               | 231          | 41             | 5                  | 5         |

| Пол    | Укупно                    | Пољопривреда, лов и шумарство | Рибарство                            | Вађење руде и камена | Прерађивачка индустрија       |
| ------ | ------------------------- | ----------------------------- | ------------------------------------ | -------------------- | ----------------------------- |
| Мушки  | 95                        | 6                             | 0                                    | 39                   | 19                            |
| Женски | 43                        | 8                             | 0                                    | 6                    | 8                             |
| УКУПНО | 138                       | 14                            | 0                                    | 45                   | 27                            |
| Пол    | Производња и снабдевање   | Грађевинарство                | Трговина                             | Хотели и ресторани   | Саобраћај, складиштење и везе |
| Мушки  | 12                        | 14                            | 0                                    | 3                    | 1                             |
| Женски | 5                         | 1                             | 4                                    | 2                    | 2                             |
| УКУПНО | 17                        | 15                            | 4                                    | 5                    | 3                             |
| Пол    | Финансијско посредовање   | Некретнине                    | Државна управа и одбрана             | Образовање           | Здравствени и социјални рад   |
| Мушки  | 0                         | 0                             | 0                                    | 0                    | 0                             |
| Женски | 0                         | 0                             | 0                                    | 3                    | 3                             |
| УКУПНО | 0                         | 0                             | 0                                    | 3                    | 3                             |
| Пол    | Остале услужне активности | Приватна домаћинства          | Екстериторијалне организације и тела | Непознато            | Непознато                     |
| Мушки  | 1                         | 0                             | 0                                    | 0                    | 0                             |
| Женски | 0                         | 0                             | 0                                    | 1                    | 1                             |
| УКУПНО | 1                         | 0                             | 0                                    | 1                    | 1                             |